# Francisco Miró-Quesada Cantuarias
José Francisco Miró-Quesada Cantuarias (Lima, 21 de diciembre de 1918-Ib., 11 de junio de 2019) fue un filósofo, periodista y político peruano contemporáneo.
En sus trabajos filosóficos, discute la creencia en la «naturaleza humana» sobre la base de que cualquier suposición colectiva acerca de dicha naturaleza va a ser frustrante, y va a tener resultados públicos negativos. Manifestó vivo interés por las llamadas «lógicas no ortodoxas». Empieza a publicar estudios en 1941, con Sentido del movimiento fenomenológico.
Es el primer filósofo latinoamericano en ocupar el cargo de presidente de la Federación Internacional de Sociedades de Filosofía, elegido en Moscú en 1990.

## Biografía
Fue hijo del periodista Óscar Miró Quesada de la Guerra y María Josefina Cantuarias Dañino. Su padre, reconocido divulgador científico, fue director del diario El Comercio perteneciente a su familia, más conocido por Racso.
Realizó sus estudios escolares, primero, en el Pensionnat du Sacré-Coeur de Passy, en París, y, luego, en los colegios de los Sagrados Corazones Belén y Recoleta, y en el colegio italiano Antonio Raimondi de Lima. Sus estudios superiores los cursó en la Facultad de Letras de la Pontificia Universidad Católica del Perú, donde se graduó de bachiller en Filosofía con la tesis Crítica de la prueba ontológica a través de San Anselmo, Descartes, Spinoza y Leibniz (1938), y los continuó en la Universidad Mayor de San Marcos, donde estudió Filosofía y Matemáticas optando el grado de doctor con la tesis Algunos estudios sobre las categorías. Ensayo de una crítica de la vida sicológica en general (1939). Posteriormente, obtuvo los bachilleratos en Matemáticas y Derecho (1953) en esta última universidad y el título de abogado. 
En 1940, ingresó como profesor de las cátedras de Filosofía Contemporánea y Lógica, y, luego, de Filosofía de la Matemática y Filosofía Política en la Universidad de San Marcos, de la que retiró como profesor emérito en 1970. Desde entonces dictó diversas cátedras en la Universidad Cayetano Heredia y la Universidad de Lima, donde fundó y dirigió el Instituto de Investigaciones Filosóficas. Desde 2001 fue director del Instituto de Investigaciones Filosóficas en la Universidad Ricardo Palma.
En 1952, la Unesco le concedió una beca para investigar cómo funcionaban en esa época los sistemas educativos en Francia, Italia e Inglaterra. Al año siguiente, fue director del Suplemento Dominical del diario El Comercio y, en 1955, fue invitado por la Universidad de Bonn para dictar una cátedra sobre educación pública.
En julio de 1963, durante el primer gobierno de Acción Popular, el presidente Fernando Belaúnde Terry lo designó ministro de Educación del Perú, como tal realizó varias innovaciones, entre las que resaltan la creación de una oficina dedicada a atender a los padres de familia, otra orientada a la atención de los miembros del gremio magisterial; la construcción masiva de aulas utilizando los métodos de Cooperación Popular; la creación de colegios secundarios aun en distritos, la incorporación de un alto porcentaje de población escolar primaria al sistema educativo, la educación especial para los "subdotados mentales". En octubre de 1964 fue interpelado por la mayoría apro-odriísta del Parlamento Nacional y censurado por abandonar el hemiciclo sin que se haya terminado el debate sobre la supuesta transferencia ilegal de varios millones de soles desde su despacho. Además por la inclusión de "Estudio de Religiones", en el quinto de secundaria. Lo cierto fue por la línea antiaprista que mantenía el diario El Comercio; fue reemplazado en MED, por el General Ernesto Montagne.
En 1967, fue nombrado embajador del Perú en Francia, cargo que ejerció hasta 1969.
Durante la dictadura militar de Francisco Morales Bermúdez, fue ideólogo convocado por dicha gestión y trabajó como profesor en la Universidad Cayetano Heredia y la de Lima. Al cumplir los setenta años de edad, fue cesado en la Universidad de Lima; y pasó a trabajar en la Universidad Ricardo Palma. Sigue publicando en el diario de su familia, El Comercio de Lima.
Desde el año 2003 hasta septiembre de 2008 se desempeñó como director periodístico del diario El Comercio de Lima.
Francisco Miró Quesada Cantuarias recibió el 9 de diciembre de 2008 la Medalla de Honor del Congreso de la República, en el grado de Gran Oficial por su destacada labor filosófica, el periodismo, el pensamiento político y la difusión científica.
Particular relevancia tienen sus aportes a la discusión sobre el problema de la filosofía latinoamericana. Bajo la influencia de filósofos como José Ortega y Gasset y Leopoldo Zea, Miró Quesada considera que la historia del proyecto latinoamericano del filosofar puede ser dividida en tres generaciones: la primera, nacida hacia finales del siglo xix, combate el predominio del positivismo y mira hacia la filosofía europea para tomar de allí sus herramientas críticas. A diferencia de la primera generación, que era prácticamente autodidacta y no tenía acceso directo a las fuentes, la segunda generación se embarca en un proyecto de recuperación anabásica que les lleva a aprender lenguas antiguas y modernas para acceder a la interpretación de textos. La tercera generación, que toma la palabra hacia la década de 1930, se divide en dos vertientes: el primero, los que quieren filosofar «a la europea» y aportar soluciones a problemas universales de la filosofía —la normalización de la que habla Francisco Romero—; y el segundo, los que se preguntan si es posible una especificidad de la filosofía en América Latina, es decir una filosofía auténticamente latinoamericana —el Grupo Hiperión—.

## Publicaciones
- Sentido del movimiento fenomenológico, 1941
- El problema de la libertad y la ciencia, 1943
- Lógica, 1946
- Iniciación lógica, 1958
- La otra mitad del mundo 2 vols., 1959
- Apuntes para una teoría de la razón, 1963
- Humanismo y revolución, 1969
- Despertar y proyecto del filosofar latinoamericano, 1974
- Filosofía de las matemáticas, 1976
- Proyecto y realización del filosofar latinoamericano, 1981
- Ensayos de filosofía del derecho, 1986
- Las Supercuerdas year, 1993
- Razón e historia en Ortega y Gasset, 1993
- Para iniciarse en la filosofía, (1998)
- Esquema de una teoría de la razón, (2013)
- Memorias de Fumonathan, crónica de un plagio fallido, (2024)

## Condecoraciones
- Gran Cruz de la Orden El Sol del Perú ( Perú, 9 de diciembre de 2008).
- Caballero de la Legión de Honor ( Francia).